# Římskokatolická farnost Sedlec-Prčice
Římskokatolická farnost Sedlec-Prčice je jedno z územních společenství římských katolíků v benešovském vikariátu s farním kostelem sv. Jeronýma, Sedlec.

## Dějiny farnosti
Starší názvy: Sedlec; Sedlecium; Sedletz. První kostel v obci byl již v 11. století, doložen je roku 1179 kostel sv. Vavřince v Prčici. V roce 1352 zde byla zřízena plebánie a roku 1595 byla obnovena farnost. Matriky jsou ve zdejší farnosti vedeny od roku 1640.

## Kostely farnosti
|  | Zasvěcení kostela | Místo         | Bohoslužba (aktuální jsou na webu farnosti)                                                                      |
|  | ----------------- | ------------- | --- |
|  | sv. Šimona a Judy | Arnoštovice   | so 18.00 v zimním čase, lichý týden v roce so 19.00 v letním čase, lichý týden v roce ne 11.00 sudý týden v roce |
|  | sv. Matouše       | Červený Újezd | čt 17.00 v zimním čase čt 18.00 v letním čase ne 8.00                                                            |
|  | sv. Jeronýma      | Sedlec        | út 17.00 st 8.00 pá 8.00 ne 9.30                                                                                 |
|  | sv. Vavřince      | Prčice        | so 18.00 v zimním čase, sudý týden v roce so 19.00 v letním čase, sudý týden v roce ne 11.00 lichý týden v roce  |

## Osoby ve farnosti
- 1.7.2013 - současnost: dp. Martin Vlček, administrátor
- 1.7.2001 - 1.7.2013: dp. František Masařík, administrátor